# District de Kecskemét
Le district de Kecskemét (en hongrois : Kecskeméti járás) est un des 11 districts du comitat de Bács-Kiskun en Hongrie. Créé en 2013, il rassemble 16 localités dont Kecskemét, le chef-lieu du district. 
Cette entité existait déjà auparavant, entre les réformes territoriales de 1950 et 1984.

## Localités
| Nom          | Statut                 | Superficie (km²) | Population (2013) |
| ------------ | ---------------------- | ---------------- | ----------------- |
| Kecskemét    | Ville de droit comital | 322,57           | 111 863           |
| Kerekegyháza | Ville                  | 81,28            | 6 354             |
| Lajosmizse   | Ville                  | 164,66           | 11 188            |
| Ágasegyháza  | Commune                | 55,87            | 1 908             |
| Ballószög    | Commune                | 35,00            | 3 368             |
| Felsőlajos   | Commune                | 11,41            | 862               |
| Fülöpháza    | Commune                | 47,06            | 841               |
| Fülöpjakab   | Commune                | 23,16            | 1 164             |
| Helvécia     | Commune                | 56,47            | 4 440             |
| Jakabszállás | Commune                | 70,86            | 2 646             |
| Kunbaracs    | Commune                | 55,11            | 622               |
| Kunszállás   | Commune                | 20,85            | 1 691             |
| Ladánybene   | Commune                | 40,74            | 1 597             |
| Nyárlőrinc   | Commune                | 66,36            | 2 319             |
| Orgovány     | Commune                | 99,16            | 3 377             |
| Városföld    | Commune                | 61,65            | 2 173             |